# Пальфи, Миклош
Граф (с 1599) Миклош Пальфи (венг. Miklós Pálffy; 10 сентября 1552, Чабрадский замок — 23 апреля 1600, замок Червеный Камень у дер. Часта в Карпатах) — венгерский военный, политический и государственный деятель, один из предводителей в первых войнах Габсбургов с турками.

## Биография
Представитель разветвлённого древнего рода венгерских баронов Пальфи. Его отец Петр Пальфи (ум. 1568) принимал участие в войнах с турками. У Миклоша было три сестры и четыре брата. В результате брака с Марией, внучкой Антона Фуггера, он унаследовал замок Червеный Камень в Верхней Венгрии (Словакии). У них было пятеро сыновей и три дочери.

## Государственная деятельность
Благодаря своему уму и способностям достиг видного положения в империи: с 1574 года служил королевским стольником, в 1580 году стал капитаном Братиславского замка и жупаном Братиславской жупании. В 1599 году император Священной Римской империи Рудольф II подтвердил его полномочия и пожаловал эти должности ему в наследственного обладание. В 1581 году он стал императорским камергером, в 1582 году — действительным тайным советником, в 1584 году — капитаном Комарно и жупаном комарнинской жупании. В 1599 году император Рудольф II пожаловал ему титул имперского графа.

## Военная деятельность
Как и его отец, Миклош Пальфи активно участвовал в сражениях против нашествия с Востока на территории современной Словакии. Он был одним из самым знаменитых военачальников 13-летней войны с Турцией.
В 1593 году принял участие в битве у Пакозда и способствовал победе имперской армии, в осаде Секешфехервара, месте расположения королевской резиденции, в штурме и взятии несколько пограничных крепостей и замков, в том числе Филяково, Дивин, Модри-Камень, в 1594 году — Новограда, в 1595 году — Штурово, в 1596 году — Вацова, в 1598 году — Рааба (ныне Дьёр), Тата, Веспрема и других, в 1599 году — сражался у Секешфехервара, Буды и Пешта.

## Сражение уРааба
В 1596 году турки взяли Рааб, идеальный плацдарм для вторжения в самое сердце Европы. Однако развить успех туркам не удалось.
29 марта 1598 года к Раабу подошли войска Священной Римской империи — пять тысяч ландскнехтов под командованием Адольфа фон Шварценберга и Миклоша Пальфи. Учитывая методы ведения войны той эпохи, турки подготовились к многомесячной осаде города. Однако Шварценберг и Пальфи применили техническую новинку, изобретение которой приписывается богемскому аристократу Яну Перштейну. По сохранившимся описаниям, петарда Перштейна представляла собой маленькую, но эффективную пушку особой конструкции, предназначенную для пробивания крепостных ворот. Христиане подтащили петарду почти к самым воротам Рааба, и выстрелив в упор, разнесли их и пошли на штурм. Рааб был взят за три часа.
Эта победа стала главным событием Пятнадцатилетней войны. Её праздновали по всей Европе, а в Австрии и сейчас у дорог можно увидеть раабские кресты, установленные в честь триумфа Шварценберга и Пальфи. Оба полководца были произведены в имперские графы, что означало вхождение их семейств в элиту империи.

## Хозяйственная деятельность
Миклош Пальфи был также умелым предпринимателем. Для императорская армия он поставлял основные продукты питания (крупы, вино, мясо), заработав на этом огромные средства. Брак с Марией Фуггера принес Миклошу замок и поместье Червеный Камень (Западная Словакия), в 1599 году он приобрел недвижимость в Братиславе. Он и его потомки были владельцами восьми дворцов Пальфи — пяти в Братиславе, двух в Вене и одного в Праге.